# Anders Frisk
Per Stefan Anders Frisk, född 18 februari 1963 i Annedals församling i Göteborg,, är en svensk före detta fotbollsdomare med en lång internationell meritlista. Han dömde bland annat EM-finalen 2000.
Frisk blev flera gånger utsatt för hot under sin domarkarriär. Under en match mellan Djurgårdens IF och Halmstads BK på Stockholms stadion den 28 oktober 1995 blev han nersparkad av en åskådare som sprang in på planen. Den 11 mars 2005 tillkännagav Frisk sitt beslut att sluta döma på grund av att hans familj utsatts för hot. Detta efter att han utvisade Didier Drogba i en match mellan FC Barcelona och Chelsea FC i Uefa Champions League och indirekt anklagats för att vara partisk av Chelseatränaren José Mourinho.
Anders Frisk fick som tack för sina insatser motta FIFA:s hederspris 2005.